# Shin (imię)
Shin (jap. しん, シン) – głównie męskie imię japońskie, rzadko noszone przez kobiety.

## Możliwa pisownia
Shin można zapisać używając wielu różnych znaków kanji i może znaczyć m.in.:
- 真, „prawda”[1] (występują też inne wymowy tego imienia, np. Atsushi, Makoto)
- 伸, „rozszerzyć”
- 新, „nowy” (występuje też inna wymowa tego imienia: Arata)
- 心, „serce”
- 信, „wiara” (występuje też inna wymowa tego imienia: Makoto)
- 進, „postęp” (występuje też inna wymowa tego imienia: Susumu)
- 慎, „pokora”
- 晋, „postęp” (występuje też inna wymowa tego imienia: Susumu)
- 紳, „gentleman”

## Znane osoby
- Shin Amano (真), japoński łyżwiarz figurowy
- Shin Hirayama (信), japoński astronom
- Shin Kishida (森), japoński aktor
- Shin Kanemaru (信), japoński polityk
- Shin Koyamada (真), japoński i amerykański aktor filmowy
- Shin Kusaka (慎), japoński aktor
- Shin Ōnuma (心), japoński reżyser teatralny
- Shin Saburi (信), japoński aktor
- Shin Takahashi (しん), japoński mangaka
- Shin Terai, japoński muzyk i producent
- Shin Yanagisawa (信), japoński fotograf
- Shin Yazawa (心), japońska aktorka

## Fikcyjne postacie
- Shin (シン), bohater mangi i anime Fist of the North Star
- Shin–chan, główny bohater mangi i anime Shin-chan
- Shin Kazama, główny bohater mangi Area 88
- Shin Kudo (シン), postać z Macross
- Shin Matsunaga, postać z anime Mobile Suit Gundam
- Shin Natsume (慎), bohater mangi i anime Tenjho Tenge
- Shin Sawada, postać z mangi Gokusen
- Shin Kazamatsuri (真), główny bohater filmu Shin: Kamen Rider Prologue
- Shin Tsukinami (シン), bohater serii Diabolik Lovers
- Shin (心), postać z mangi i anime Dorohedoro